# Armadilloniscus steptus
Armadilloniscus steptus är en kräftdjursart som beskrevs av Marilyn Schotte och Heard 1991. Armadilloniscus steptus ingår i släktet Armadilloniscus och familjen Detonidae. Inga underarter finns listade i Catalogue of Life.